# 86 Pułk Piechoty (LWP)
86 pułk piechoty (86 pp) – oddział piechoty ludowego Wojska Polskiego.
Pułk sformowany został w 1951, w garnizonie Zambrów. Wchodził w skład 24 Dywizji Piechoty. W następnym roku został rozformowany.

## Skład organizacyjny
dowództwo i sztab
- 3 bataliony piechoty
- artyleria pułkowa
  - dwie baterie armat 76 mm
  - bateria moździerzy
- pułkowa szkoła podoficerska
- kompanie: saperów, łączności, gospodarcza
- pluton obrony pchem